# 托尔法
托尔法（義大利語：Tolfa），是意大利拉齐奥大区罗马首都广域市的一个市镇。总面积167.76平方公里，人口5258人，人口密度31.3人/平方公里（2009年）。ISTAT代码为058105。